# (9081) Hideakianno
(9081) Hideakianno (1994 VY) – planetoida z pasa głównego asteroid okrążająca Słońce w ciągu 5,12 lat w średniej odległości 2,97 au. Odkryta 3 listopada 1994 roku. Nazwana została na cześć japońskiego animatora Hideakiego Anno.